# Albanella (Italia)
Albanella (Arvanèdda in campano) è un comune italiano di 6 311 abitanti della provincia di Salerno in Campania.

## Geografia fisica

### Territorio
Il centro abitato è posizionato a metà strada tra i Monti Alburni e il Golfo di Salerno su una collina che domina tutta la Piana del Sele. Il resto del territorio comunale si sviluppa in pianura o su altre piccole collinette comprese tra i fiumi Sele e Calore lucano a nord ed il Monte Soprano (1.082 m s.l.m.) a sud.
- Classificazione sismica: zona 2 (sismicità media), Ordinanza PCM. 3274 del 20/03/2003.

### Clima
La stazione meteorologica più vicina è quella di Capaccio-Paestum.
- Classificazione climatica: zona C, 1301 GG

| CAPACCIO           | Mesi | Mesi | Mesi | Mesi | Mesi | Mesi | Mesi | Mesi | Mesi | Mesi | Mesi | Mesi | Stagioni | Stagioni | Stagioni | Stagioni | Anno |
| CAPACCIO           | Gen  | Feb  | Mar  | Apr  | Mag  | Giu  | Lug  | Ago  | Set  | Ott  | Nov  | Dic  | Inv      | Pri      | Est      | Aut      | Anno |
| ------------------ | ---- | ---- | ---- | ---- | ---- | ---- | ---- | ---- | ---- | ---- | ---- | ---- | -------- | -------- | -------- | -------- | ---- |
| T. max. media (°C) | 9,9  | 9,9  | 12,6 | 16,0 | 19,8 | 24,3 | 28,7 | 29,2 | 25,4 | 20,9 | 15,8 | 12,0 | 10,6     | 16,1     | 27,4     | 20,7     | 18,7 |
| T. min. media (°C) | 3,7  | 4,0  | 5,7  | 8,6  | 11,7 | 15,6 | 19,1 | 19,6 | 16,5 | 13,0 | 9,1  | 5,9  | 4,5      | 8,7      | 18,1     | 12,9     | 11,0 |

## Origini del nome
Il nome di Albanella deriva dal termine dialettale alvanello, in uso per indicare la betulla, arbusto molto diffuso sulle colline circostanti.

## Storia

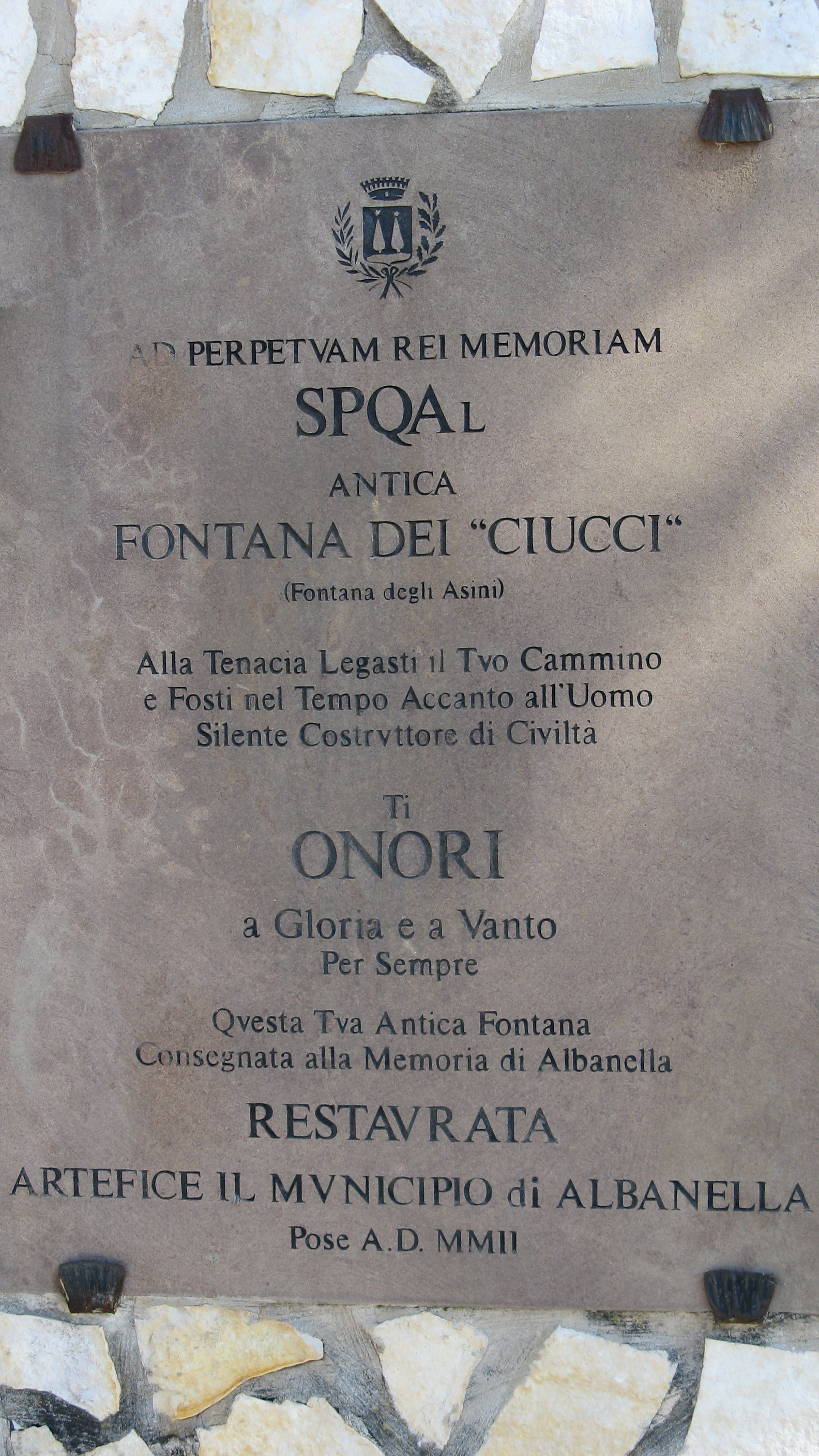
Targa commemorativa con l'acronimo SPQAL

Adagiata su colline ricche di ulivi fu fondata nell'XI secolo da profughi, provenienti da Paestum, da popolazioni greche, lucane e romane, alla ricerca di un sito al di fuori della portata delle incursioni dei saraceni. Per questo motivo l'insediamento più antico si trova sul versante della collina più nascosto agli sguardi di eventuali invasori provenienti dal mare. Diversi ritrovamenti archeologici sono visibili presso il Museo archeologico nazionale di Paestum ed il Museo Archeologico Nazionale di Napoli (tomba della fanciulla offerente).
Gli storici Alessandro ed Antonio Ferrara individuano, come anno esatto della fondazione, il 1003. Nel tardo Medioevo, detta proprietà feudale, non distante da Capaccio e Roccadaspide, fu asservita alla baronia di Fasanella con i suoi signori, fino all'epoca della dominazione Angioina. Sotto gli Aragonesi, il feudo passò ai Sanseverino (nel 1465 con Roberto, conte di Caiazzo, su consenso di re Ferrante d'Aragona) con loro discendenza che mantenne la proprietà, salvo alcune compravendite con patto di riacquisto, fino alla seconda metà del XVI secolo. La terra passò ai Comes fino al 1592 e poi ai Minadois (E.Di Pietro, Chiesa, Baroni e Popolo nel Cilento, Vol. I, Rm 1982, pp. 486-488). La baronia deve essere stata acquisita a fine cinquecento da D. Francesco d'Alessandro, prima del subentro della famiglia Cannicchio. Dagli atti notarili del notaio Giuseppe Tommasuolo (dal 1728 al 1738), circa le successioni ereditarie e testamentarie di D. Liberato e D. Francesco Giacomo d'Alessandro, discendenti dal barone D. Francesco Senior d'Alessandro di Albanella, (Atti notaio G. Tommasuolo, Archivio di Stato di Napoli, Notai del Settecento, Sch. 1150 Prot. 32) si evince la suddetta acquisizione del feudo in questione, ove tra l'altro esisteva convento carmelitano e chiesa dedicata alla SS. Annunziata. Non è riportata data di acquisizione e nome del venditore della proprietà, ma si riferisce che la terra di Albanella fu venduta dal citato D. Francesco Sr. ai d'Urso/Orso (Fabrizio in Quinternioni, 128 f.242) con le sue fruttuose rendite (sopra i terreni coltivati a grano, legumi, vite, olivo nonché sull'attività pastorale.G. Cirillo, Il Vello d'Oro, Lacaita 2003) per 12.000 ducati. Circa il barone Francesco Sr. d'Alessandro si rinviene essersi sposato con Ortenzia Maiorino (i cui fratelli Matteo, Orazio, Giuseppe rivendicarono crediti, donati a D. Francesco Sr., verso cittadini di Montecorvino in Puglia tra il 1580 ed il 1588. Atti notaio Ranucci, ASN, Notai del Settecento, Sch. 94 Prot. 17, f. 158) e di aver come familiare D. Vespasiano d'Alessandro (fratello), sposato con Lucrezia Del Giudice (1600), con probabile provenienza del ceppo familiare dalla vicina città di Sorrento, ove era fiorente un ramo nobilitato della famiglia con sua appartenenza ad un seggio cittadino. Il barone Francesco Sr. mantenne il feudo per circa una ventina d'anni, lasciando una discendenza che rimase comunque collegata ad alcuni successivi signori di Albanella. Risultarono, poi, crediti pendenti tra Francesco Sr. d'Alessandro, cessionario del feudo, ed il nuovo proprietario Matteo Francesco Cannicchio alla data del 1630, tanto da ricorrere al Sacro Regio Consiglio per trovare un accordo con speciali obbligazioni ed ipoteche emesse su detti crediti (Atti notaio Francesco dell'Aversana,1672, ASN, Notai del Settecento, Sch.482 Prot.12, ff.361 v. e ss.). I suddetti documenti notarili indicano l'anno 1655, quale data di morte del citato barone Francesco, che lasciò quali eredi D. Claudia e D. Liberato Senior d'Alessandro. Quest'ultimo, come dagli atti notarili, prese in moglie (1630) Laura Cannicchio, sorella di Matteo Francesco Cannicchio, il quale era subentrato al possesso della baronia di Albanella (1646, Istrumento notaio Giuseppe Vassallo di Eboli) per il tramite del padre Scipione Cannicchio. Detta moglie Cannicchio garantì alla famiglia d'Alessandro di godere di rendita dotale, proveniente dalla baronia di Albanella, fino alla seconda metà del XVII secolo, allorquando detto feudo, già posto sotto sequestro per un'istanza di creditori (1660), fu venduto dalla moglie Porzia Capano del citato Cannicchio, morto senza eredi. Negli atti del notaio Tommasuolo si menziona, tra l'altro, l'interessamento da parte dei d'Alessandro sulla questione successoria della terra di Albanella, dopo la morte dell'ultimo Cannicchio, per i diritti di legittima della coerede Laura (godente di dote che passò con interessi di capitale ai figli, come da copia polizza del 30 agosto 1647 di Matteo Francesco Cannizzo.F. Nicolini, Notizie tratte dai giornali copia polizze degli antichi banchi napoletani, Vol.II, Na 1959, p. 203) e per taluni crediti insoluti di D. Francesco Sr. Nel 1672 detto feudo fu rivenduto ai d'Urso/ Orso (Aniello) per ducati 18.778 passando poi, per matrimonio, ai Moscato, marchesi di Poppano a metà del XVIII sec.per rimanere in loro possesso fino all'eversione della feudalità.
Dal 1811 al 1860 ha fatto parte del circondario di Capaccio, appartenente al Distretto di Campagna del Regno delle Due Sicilie.
Dal 1860 al 1927, durante il Regno d'Italia ha fatto parte del mandamento di Capaccio, appartenente al Circondario di Campagna.

### Simboli
Lo stemma e il gonfalone sono stati concessi con decreto del presidente della Repubblica del 22 aprile 1998.
Il gonfalone è un drappo di giallo con la bordura di verde. In precedenza il comune utilizzava un gonfalone completamente giallo, concesso con D.P.R. del 1º ottobre 1974.
Lo stemma riprende un bassorilievo presente sul portale dell'ex convento dei Carmelitani, recante la data del 1725 e che probabilmente era un antico simbolo vescovile ma che con il tempo è diventato lo stemma civico del comune di Albanella.
Albanella è tra le poche località italiane che utilizzano l'antico acronimo romano nella versione S.P.Q.AL. (Senatus PopulusQue Albanellensis).
Tale acronimo è utilizzato nella targa commemorativa apposta sulla "Fontana dei Ciucci", che si trova nella frazione Tempa delle Guardie, in occasione del restauro del 2002.

## Monumenti e luoghi d'interesse

### Architetture religiose

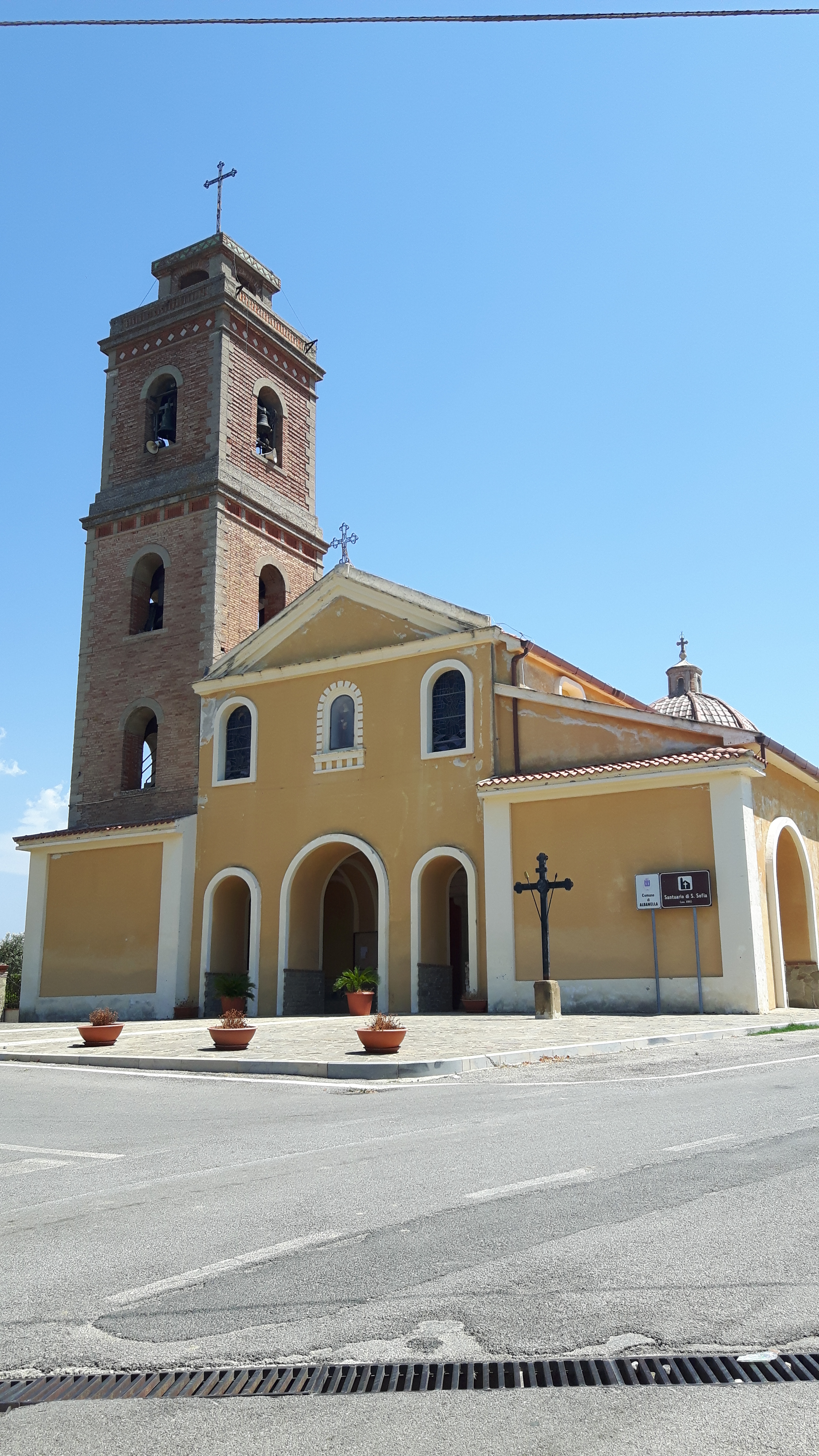
Il Santuario di Santa Sofia - Facciata

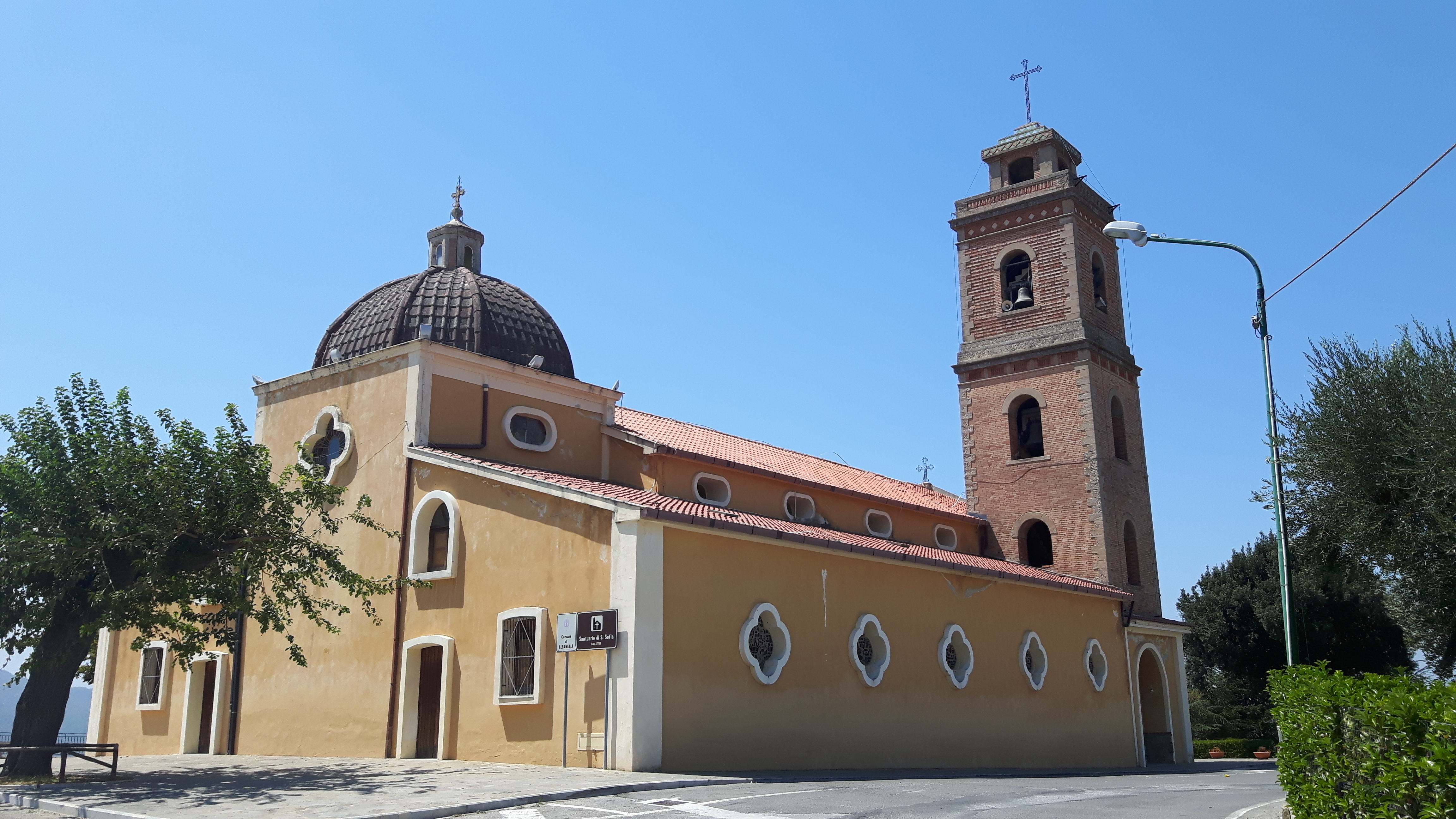
Il Santuario di Santa Sofia - Retro

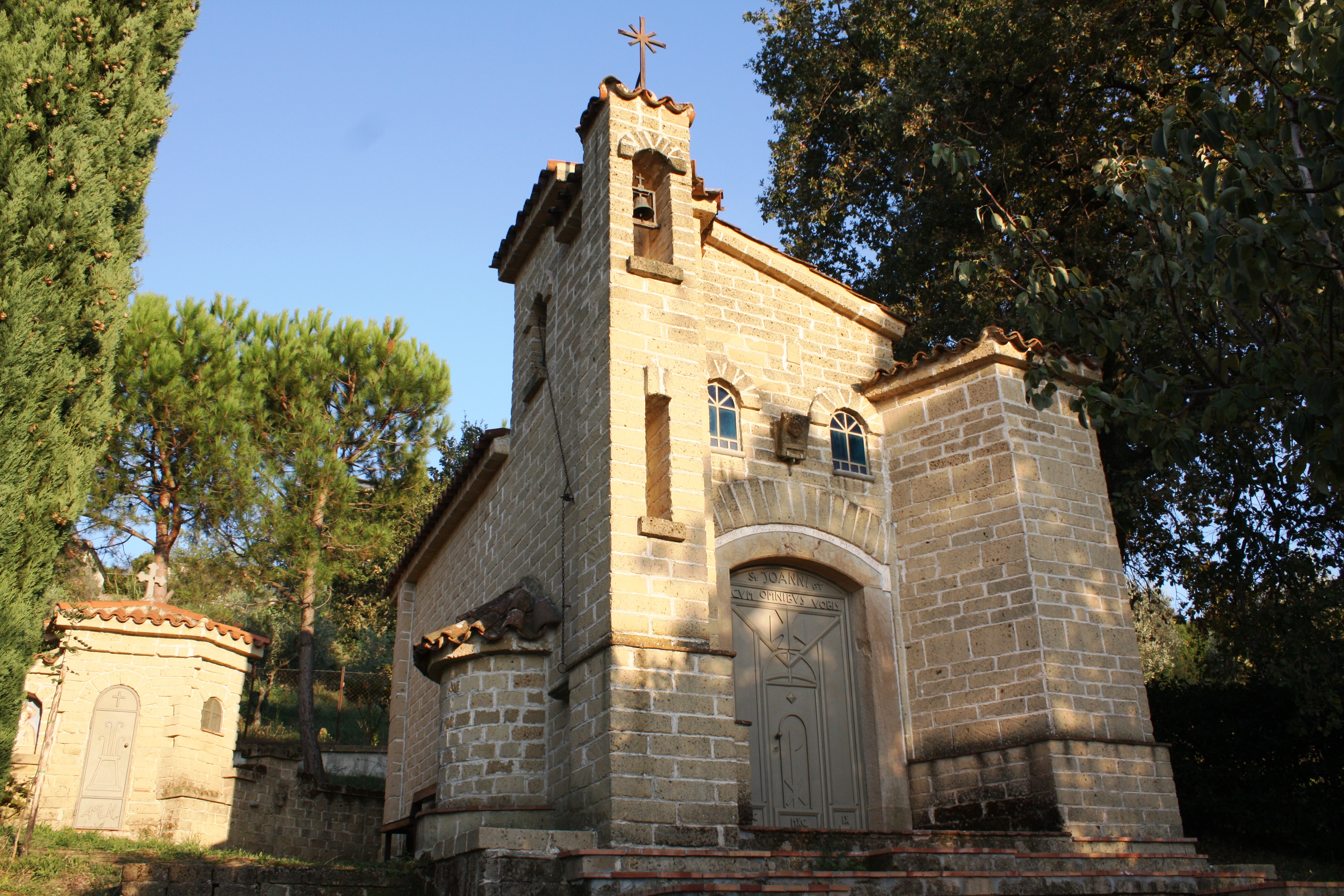
Cappella dell'Apocalisse - Facciata

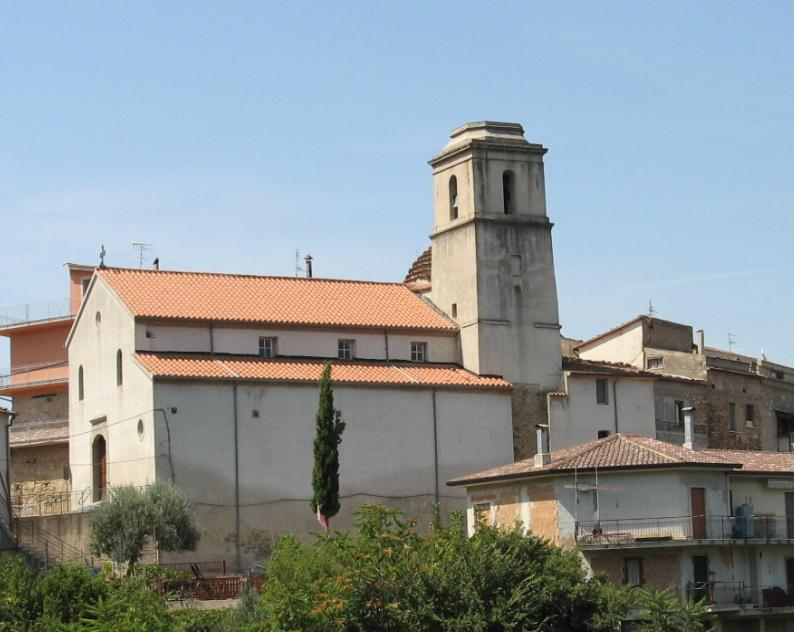
La Chiesa di San Matteo

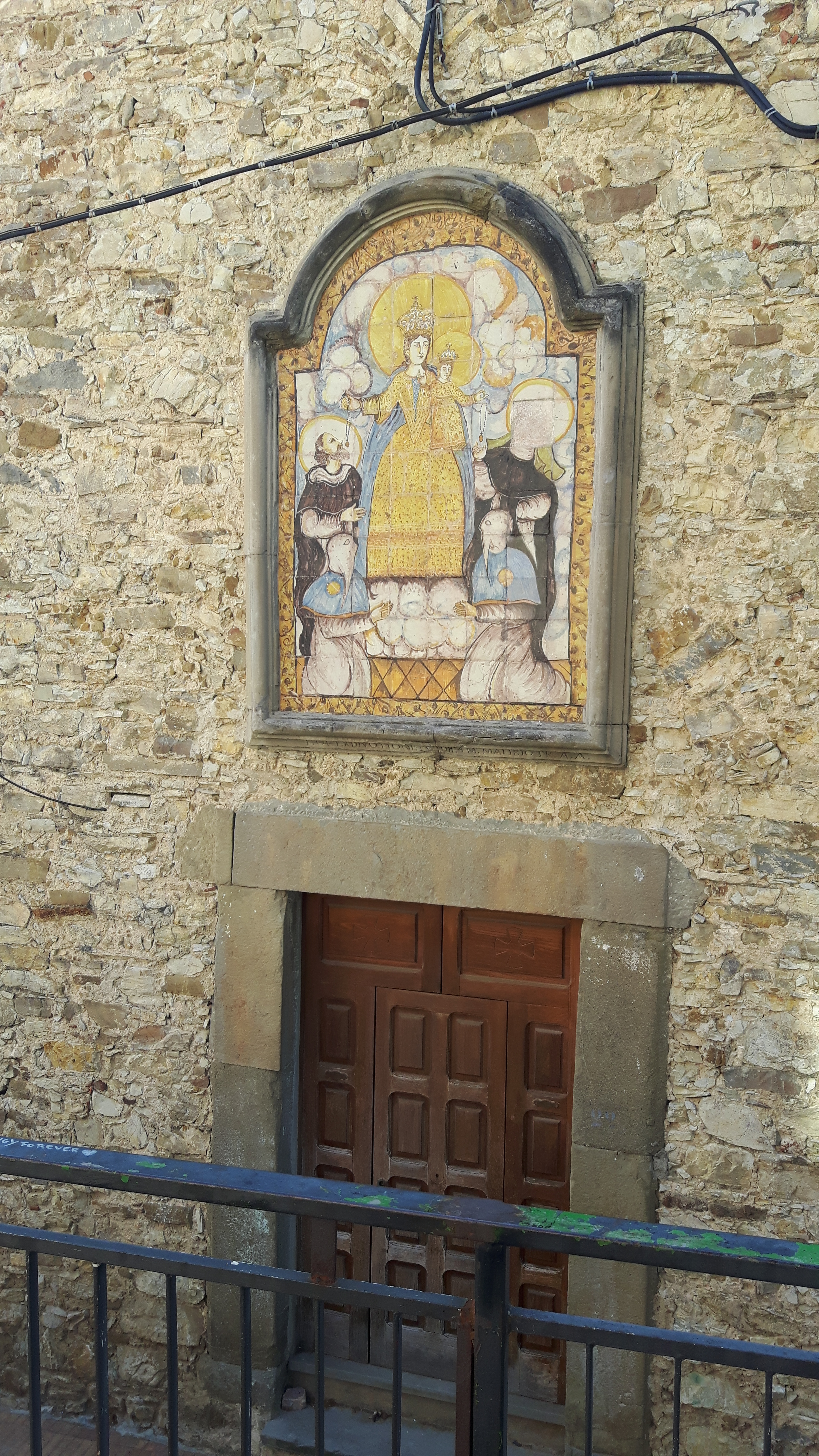
Cappella della Congrega del SS Rosario. Il pannello maiolicato del 1810

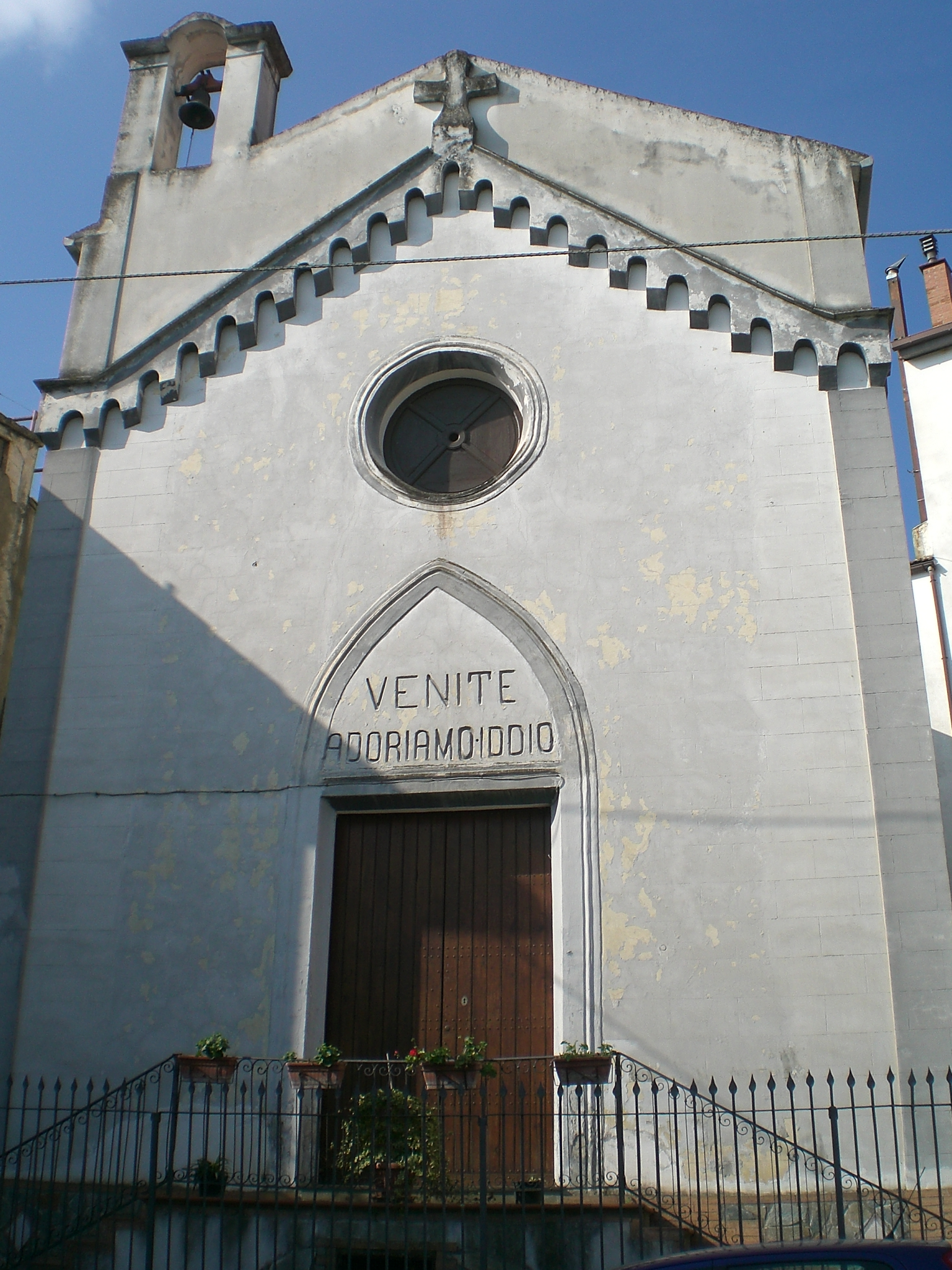
La Chiesa Evangelica Metodista

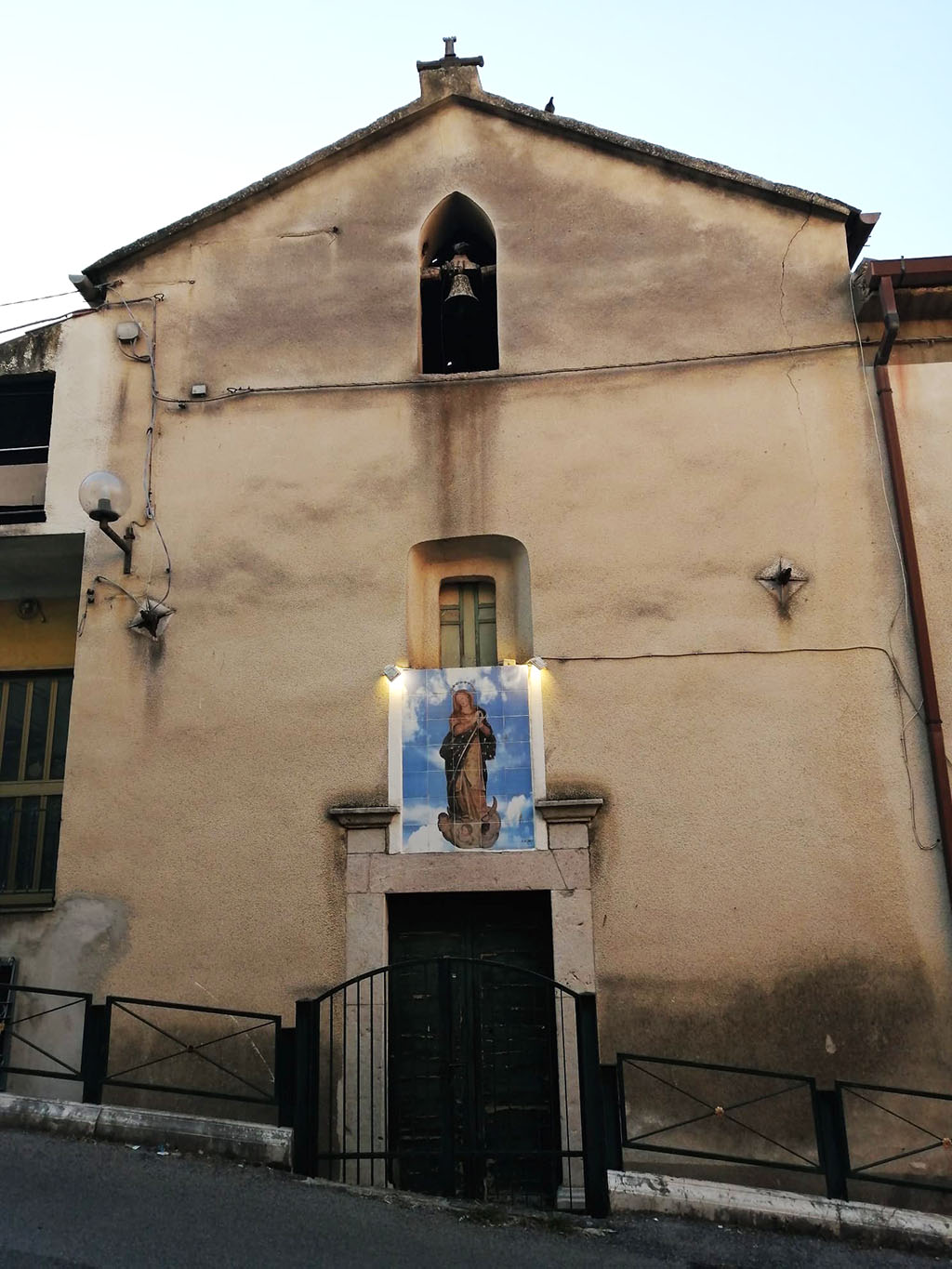
Cappella Albini

Santuario di Santa SofiaCostruita nel 1500 si trova in posizione panoramica dominando tutta la Piana del Sele ed il Golfo di Salerno. Sin dal 1630 Santa Sofia è la patrona degli albanellesi e dal maggio 2009 anche le sue reliquie, prima conservate in Vaticano, sono custodite nella Chiesa a lei dedicata. Sempre nel 2009, per decreto del Vescovo di Vallo della Lucania, fu eretta a santuario diocesano dedicato alla Santa. A sinistra della facciata principale vi è un possente campanile in mattoni rossi, costruito con il contributo economico di tutti gli albanellesi, ed inaugurato, dal vescovo Domenico Savarese il 14 maggio 1955, alla vigilia della festa di Santa Sofia.
Chiesa di San MatteoRisalente al 1400 si erge nel cuore del centro storico su un piccolo rilievo dove è risultato esserci in precedenza un vecchio insediamento romano. La chiesa è caratterizzata da due navate ed un campanile in stile romanico, di notevole fattura l'organo ed il soffitto a cassettoni.
Cappella della Congrega del SS. RosarioUbicata nel centro storico di fronte alla Chiesa di San Matteo. Dei tre luoghi di culto cattolici che si trovano ad Albanella è il più recente, risale infatti al 1800. Di notevole valore artistico la presenza sulla facciata esterna di un pannello maiolicato, di fattura vietrese, raffigurante la Madonna del Rosario tra San Domenico di Guzmán e Santa Caterina da Siena ed ai loro piedi due personaggi incappucciati in atto di preghiera.
Chiesa di San GennaroMeglio conosciuta come Chiesa di Sant'Anna perché negli anni sessanta vi portarono la statua della Santa. Si trova nella frazione Matinella.
Chiesa di San Giuseppe LavoratoreEdificio moderno costruito tra il 1957 ed il 1958, con i fondi della legge della "Riforma Agraria", nella frazione Borgo San Cesareo.
Chiesa evangelica metodistaSituata nel centro storico in via Risorgimento, è stata realizzata nel 1906. In seguito al sisma del 1980, avendo subito il crollo del tetto, l'edificio è stato completamente restaurato.
La Fabbrica della Cappella dell'ApocalisseLa fabbrica della Cappella, detta dell'Apocalisse, è dedicata a San Giovanni Evangelista e sorge sul versante occidentale della collina di Albanella. È stata costruita nel 1999, per restituire alla memoria religiosa del popolo di Albanella l'antica chiesa scomparsa del pago di Santo Janni. In una cronaca del settecento, lo storico Lucido di Stefano, la definiva “diruta”, “aedificata” alla misura romanica in “nudo tufo neapolitano“ e che ha, in prospettiva,: “il seno di Pesto, colla veduta della opulenta città di Salerno, della Vecchio Capaccio, del castello di Federico II di Svevia, del Santuario della Madonna del Granato, del fiume Selo e della bella vista della costa d'Amalfi e dell'isola di Capri”. All'interno è presente il cenotafio del poeta greco Costantino Kavafis.
Cappella AlbiniÈ una cappella privata, facente parte del Palazzo Albini-Pinto, eretta nel corso del XVIII secolo. Intitolata alla Santissima Concezione di Maria, la cappella ha una pianta rettangolare ad unica navata e, sul fondo, presenta un altare rialzato. Conserva, all'interno, alcune tele ascrivibili alla scuola del pittore napoletano Francesco Solimena e del pittore cilentano Paolo de Matteis. L'ingresso principale, fronte strada, è sormontato da un pannello maiolicato raffigurante la vergine Maria.

### Architetture civili
Palazzo del MunicipioIn stile razionalista tipico dell’architettura fascista, è di poco successivo al 1930. Si trova in Piazza Cavalieri di Vittorio Veneto e fornito di torre campanaria con orologio che, dopo la fine della seconda guerra mondiale, fu collegato ad una sirena antiaerea che suona alle ore 12 ed alle ore 18, udibile in gran parte del territorio comunale.

### Monumenti
Monumento ai CadutiInnalzato nel 1926 per iniziativa della "Società Operaia Albanellese" costituita da emigrati negli USA e con sede a Boston. Si trova al centro di Piazza Garibaldi e ricorda i caduti delle due guerre mondiali. Consiste in un obelisco con in cima un globo su cui si erge una statua in bronzo raffigurante la Vittoria Alata con in mano una corona di alloro e un dardo. Il 4 novembre 1990, su iniziativa del Comune, sono stati aggiunti i nominativi dei caduti di Albanella durante la seconda guerra mondiale.

### Aree naturali

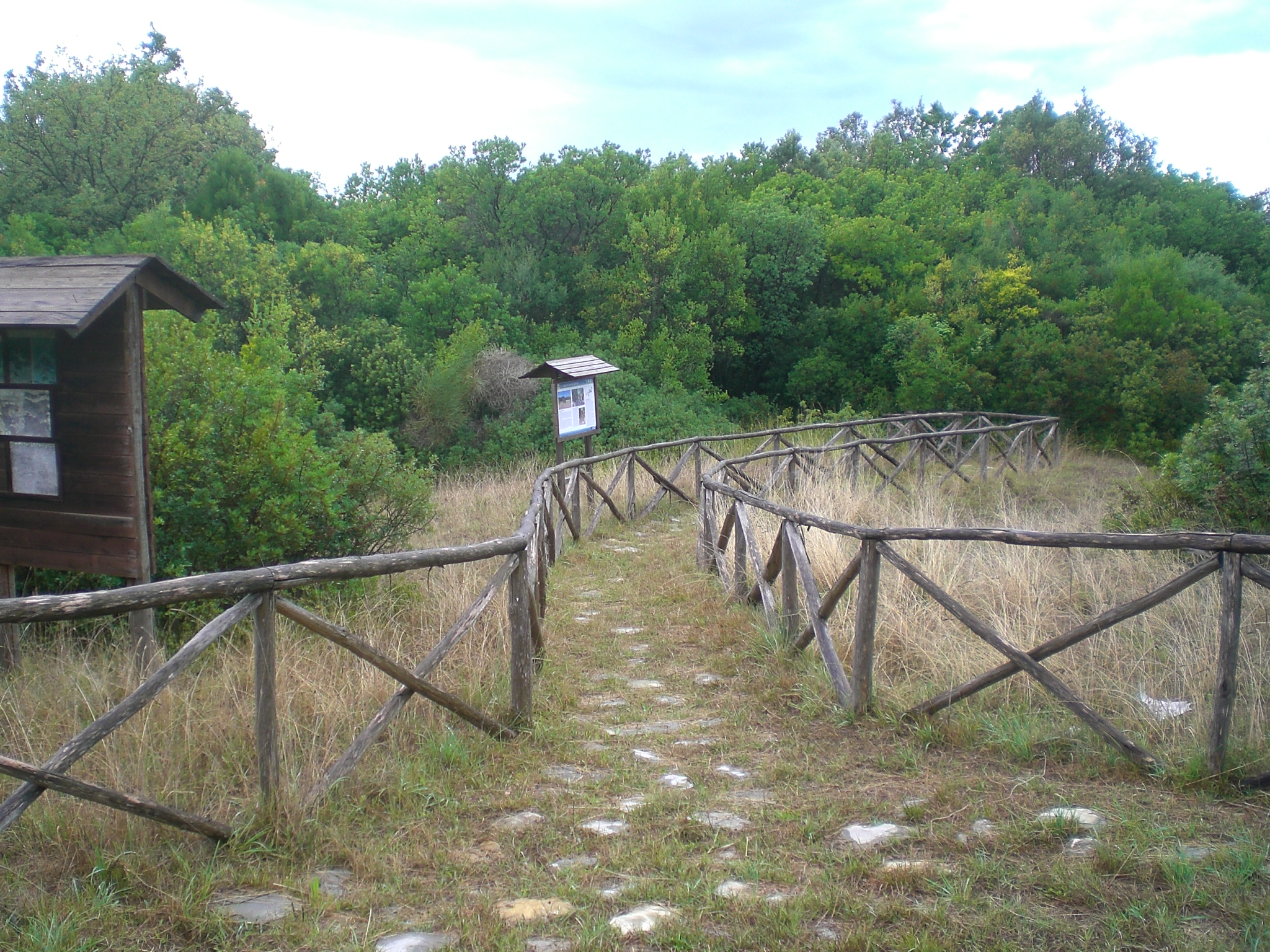
Oasi naturale Bosco Camerine

Oasi naturale Bosco CamerineIstituita nel 1995 e gestita dal settembre 1999 dal WWF in convenzione con il comune di Albanella. L'oasi protegge circa 100 ettari di bosco, nella frazione Bosco Camerine a circa 3,5 km a nord-est dal centro abitato di Albanella, scampato nel corso dei secoli alla deforestazione operata da contadini e pastori. L'oasi è inserita tra le aree contigue del Parco Nazionale del Cilento e Vallo di Diano e si sviluppa lungo il fianco scosceso di una collina per un'altezza sul livello del mare compresa tra i 130 e i 390 metri.
Riserva naturale Foce Sele - TanagroSito di Interesse Comunitario IT 8050010 comprendente le fasce litoranee a destra e sinistra del fiume Sele e parte del litorale tirrenico.

### Impianto eolico

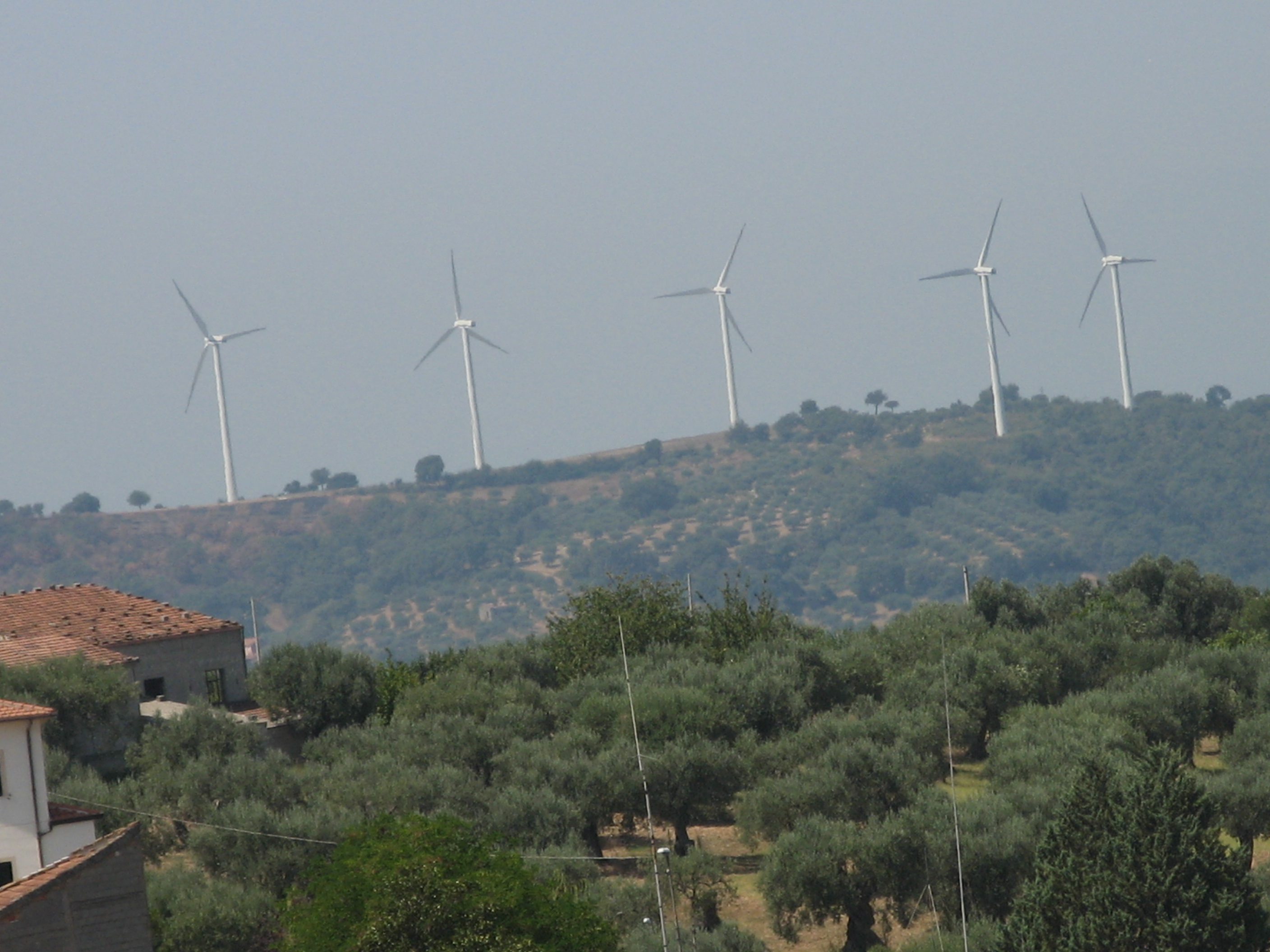
Impianto eolico di Albanella

Impianto eolico di AlbanellaSi trova sulla collina di San Chirico, a pochi km ad ovest di Albanella, dove sono state impiantate dieci pale per la produzione di energia eolica alte 50 metri e visibili anche dalla costiera amalfitana. L'impianto, entrato in attività nel febbraio 2004, è caratterizzato da 10 aerogeneratori (modello V52) da 850 kWh ciascuno che producono oltre 20 milioni di kWh all'anno. L'impianto eolico è stato progettato e sviluppato dalla IWT (Italian Wind Technology) facente capo alla multinazionale danese "Vestas".

## Società

### Evoluzione demografica
Abitanti censiti

### Etnie e minoranze straniere
Al 31 dicembre 2019 ad Albanella risultano residenti 514 cittadini stranieri, pari all'8,01% della popolazione totale. Nel 2015 erano 465, nel 2011 erano 408.
| Nazionalità           | Abitanti al 31 dicembre 2019 | Abitanti al 31 dicembre 2015 | Abitanti al 31 dicembre 2011 |
| --------------------- | ---------------------------- | ---------------------------- | ---------------------------- |
| Marocco               | 179                          | 145                          | 117                          |
| India                 | 113                          | 94                           | 83                           |
| Romania               | 89                           | 112                          | 81                           |
| Bangladesh            | 30                           | 0                            | 0                            |
| Ucraina               | 25                           | 37                           | 37                           |
| Algeria               | 9                            | 15                           | 20                           |
| Tunisia               | 9                            | 14                           | 16                           |
| Russia                | 6                            | 7                            | 6                            |
| Bulgaria              | 6                            | 6                            | 7                            |
| Moldavia              | 4                            | 3                            | 5                            |
| Polonia               | 4                            | 11                           | 17                           |
| Mali                  | 4                            | 0                            | 0                            |
| Nigeria               | 4                            | 1                            | 1                            |
| Senegal               | 4                            | 0                            | 0                            |
| Brasile               | 4                            | 3                            | 5                            |
| Repubblica Dominicana | 3                            | 4                            | 5                            |
| Togo                  | 3                            | 0                            | 0                            |
| Indonesia             | 2                            | 1                            | 1                            |
| Ecuador               | 1                            | 0                            | 0                            |
| Francia               | 1                            | 1                            | 1                            |
| Germania              | 1                            | 1                            | 0                            |
| Spagna                | 1                            | 1                            | 0                            |
| Svizzera              | 1                            | 1                            | 1                            |
| Bielorussia           | 1                            | 1                            | 1                            |
| Filippine             | 1                            | 1                            | 0                            |
| Pakistan              | 1                            | 0                            | 0                            |
| Costa d'Avorio        | 1                            | 0                            | 0                            |
| Burkina Faso          | 1                            | 0                            | 0                            |
| Egitto                | 1                            | 0                            | 0                            |
| Ghana                 | 1                            | 0                            | 0                            |
| Guinea                | 1                            | 0                            | 0                            |
| Kenya                 | 1                            | 0                            | 0                            |
| Cuba                  | 1                            | 0                            | 0                            |
| Argentina             | 1                            | 0                            | 0                            |
| Albania               | 0                            | 1                            | 1                            |
| Lituania              | 0                            | 1                            | 1                            |
| Slovenia              | 0                            | 1                            | 1                            |
| Georgia               | 0                            | 1                            | 0                            |
| Madagascar            | 0                            | 1                            | 0                            |
| Repubblica Ceca       | 0                            | 0                            | 1                            |
| Apolidi               | 0                            | 1                            | 0                            |
| TOTALE                | 514                          | 465                          | 408                          |

### Religione
La maggioranza della popolazione è di religione cristiana appartenenti principalmente alla Chiesa cattolica; il comune appartiene alla diocesi di Vallo della Lucania ed è suddiviso in tre parrocchie.
L'altra confessione cristiana presente è quella cristiana evangelica con due comunità:
- Chiesa evangelica metodista[22] - Albanella
- Chiesa evangelica pentecostale[23] ADI - Matinella

## Cultura

### Biblioteche
Biblioteca comunale Nicola VernieriHa sede in piazza Marconi nel Palazzo Spinelli, di recente completamente ristrutturato. Raccoglie circa 4000 volumi moderni e 5000 antecedenti il 1830. Dopo una chiusura di 10 anni, la biblioteca è stata riaperta nel dicembre 2005, in occasione del cinquantenario dalla scomparsa del poeta Vernieri a cui la Biblioteca è dedicata.

### Musei
Museo nazionale delle terreHa sede nel centro storico di Albanella, in via Pasquale Cerruti nº 29. Inaugurato nel 2018, ideato e curato dal Professor Gaetano Ricco, si prefigge l'obiettivo di conservare e tutelare le terre di tutte le località d'Italia. I campioni scientifici vengono conservati ed esposti in piccoli vasi di terracotta.
Museo HangarSito in via Santa Sofia, nei pressi del santuario, è stato inaugurato il 25 aprile 2019. Oltre ad ospitare reperti archeologici del territorio comunale è fornito di sale destinate a congressi ed esposizioni.

### Media

#### Stampa e Web Tv
- Voce di Strada (Con sede ad Albanella in via Roma, fondato nel 2014).

### Cucina

#### Prodotti tipici
Oliva rotunnellaVarietà di oliva tipica delle colline di Albanella. Il nome deriva dalla caratteristica forma, tonda e regolare, che la rende unica rispetto alle olive coltivate nel resto della provincia di Salerno. Dalle olive rotunnella viene estratto un olio extra vergine.
Sfriuonz'Piatto tipico di Albanella a base di carne di maiale, peperoni tondi sott'aceto, vino bianco e olio d'oliva, il tutto soffritto in padella.
Fusilli albanellesiAntico primo piatto proposto nel borgo di Albanella tutto l'anno. La ricetta è molto simile a quella dei più famosi fusilli di Felitto, ma la preparazione della pasta avviene in maniera differente.
Lagane e ceci albanellesiPrimo piatto invernale molto comune nelle cucine di Albanella. La pasta è sempre fatta in casa e la ricetta è similare a quella classica del Cilento..

### Nella cultura di massa
Albanella è citata nelle memorie militari di Norman Lewis intitolate "Napoli '44". All'inizio del libro lo scrittore britannico, al tempo soldato nell'esercito inglese, descrive i suoi primi giorni dopo lo sbarco del 9 settembre 1943, giorni trascorsi proprio nel comune di Albanella.

## Geografia antropica

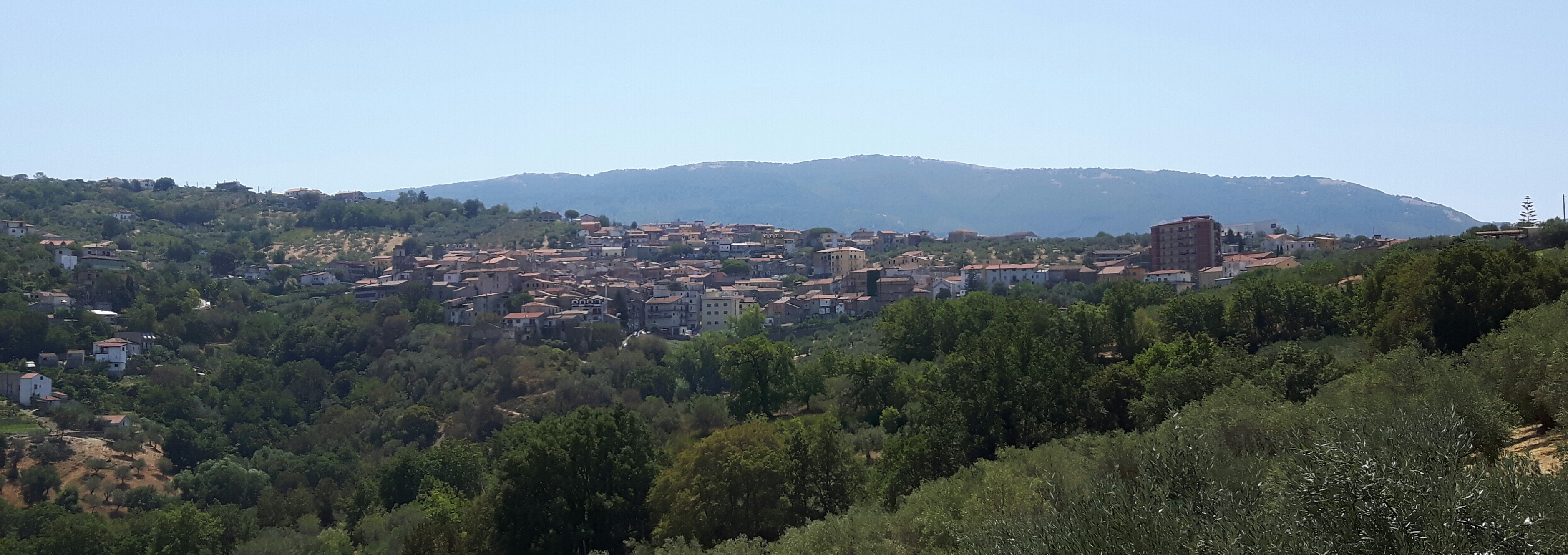
Veduta panoramica da nord

### Frazioni
In base allo statuto comunale di Albanella le frazioni sono otto:
Borgo San CesareoNel 1950 il governo varò un insieme di provvedimenti legislativi che, nel loro complesso, presero il nome di Riforma Agraria. Tali provvedimenti, attuati in specifici comprensori situati nel Mezzogiorno (Campania, Lazio, Puglia ecc.) ebbero l'obiettivo di espropriare parte delle terre dei grandi proprietari (Latifondisti) per suddividerle in Poderi da assegnare ai braccianti e contadini, coltivatori manuali della terra, che ne facevano richiesta. Così nasce Borgo San Cesareo, una piccola frazione che dista circa 9 km da Albanella.

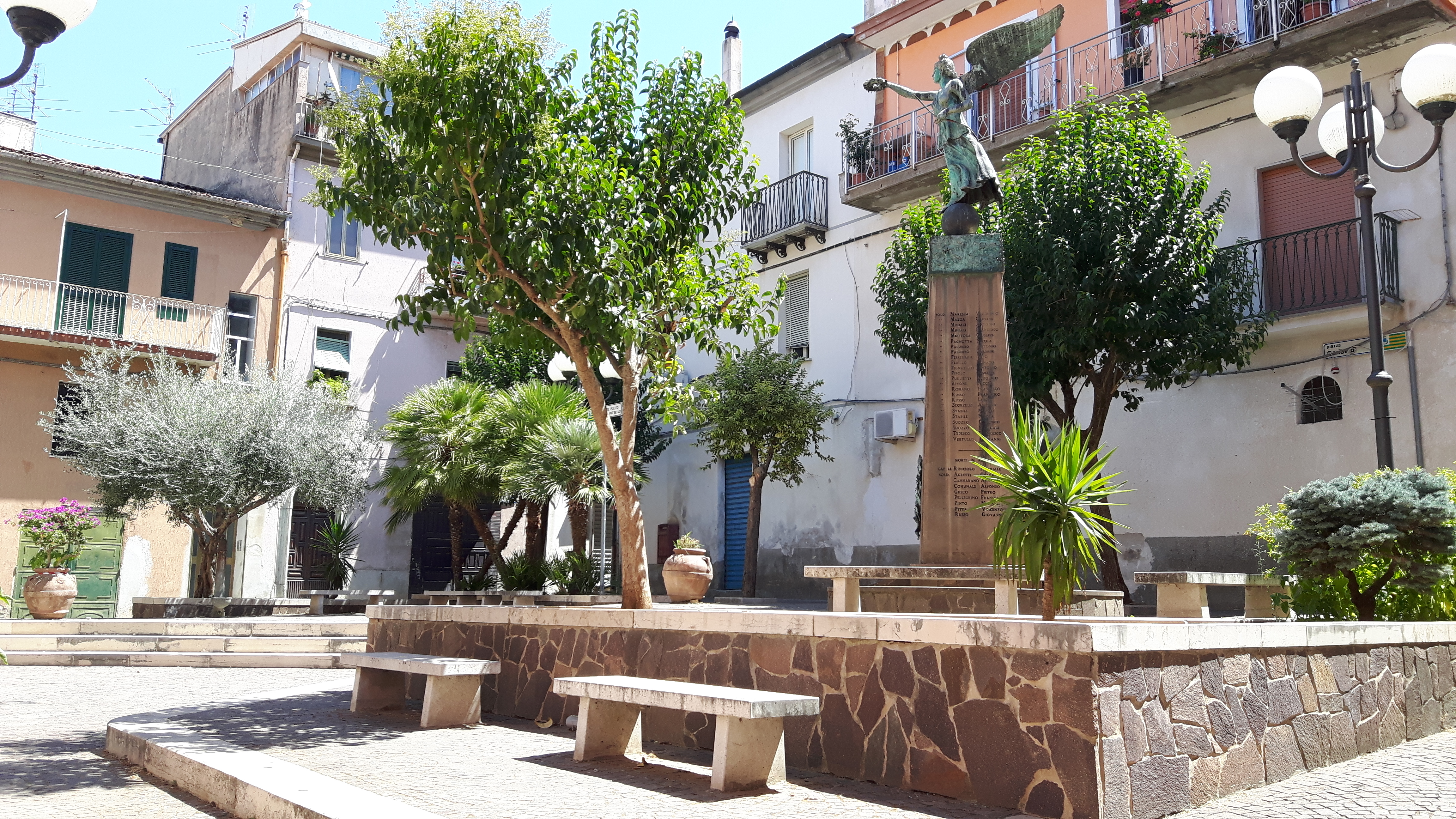
Piazza Garibaldi

BoscoAntica frazione che prende il nome dalla vasta area boschiva che ricopriva le pendici delle colline che si trovano a nord-est del centro abitato. Dopo secoli di deforestazione, per ricavare legna e terreni da adibire a pascolo o coltivazione, dell'antico "bosco" rimane solamente una piccola porzione di circa cento ettari, al confine con il territorio di Castelcivita e Roccadaspide, salvata grazie all'istituzione dell'Oasi naturalistica del WWF "Bosco Camerine". L'intero territorio della frazione è attraversato dal torrente Malnome. Fanno parte della frazione le località Bosco Camerine, Piano del Carpine, Perelle e Santa Croce.
CerrinaLa frazione Cerrina, che a sua volta si suddivide in Cerrina Prima e Cerrina Seconda, comprende tutta la piccola valle stretta tra le colline del centro di Albanella e la frazione Tempa delle Guardie a est, e le colline di San Chirico e Matinella a ovest, a nord vi è San Nicola. Il territorio è disseminato di case sparse ed è completamente dedicato a coltivazioni, anche intensive, dei maggiori prodotti tipici della piana del Sele.
ForestelleLa piccola frazione Forestelle si sviluppa lungo il versante ovest della collina di Albanella, salendo dalla valle di Cerrina verso la zona del cimitero e del santuario di Santa Sofia. Nei secoli scorsi ha rappresentato l'ultima area boschiva, utilizzata come riserva di legname per il centro di Albanella, dopo che l'area della frazione Bosco era ormai stata quasi totalmente deforestata.
MatinellaÈ la maggiore frazione comunale di Albanella, da cui dista circa 6 km, sita al centro del territorio comunale, all'incrocio tra le strade che da Eboli (via Persano) ed Altavilla Silentina portano a Capaccio e Paestum, e la Strada Provinciale nº11 che da Ponte Barizzo (Frazione di Capaccio) porta ad Albanella. A causa del territorio pianeggiante negli ultimi decenni la frazione ha vissuto un notevole incremento demografico che vi ha portato quasi un terzo della popolazione comunale.

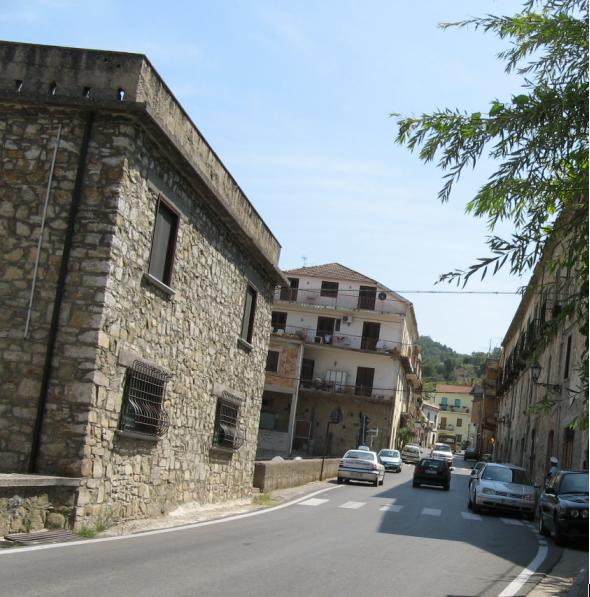
Via Roma

San ChiricoSan Chirico si estende a sud della frazione Matinella e ad ovest della frazione Cerrina. Negli ultimi anni è divenuta famosa grazie all'impianto eolico installato sulla collina che domina la piana del Sele. Fa parte della frazione la località Vuccolo Cappasanta.
San NicolaLa frazione San Nicola è posta a metà strada tra Albanella e la frazione Matinella lungo la Strada Provinciale nº11. Il suo sviluppo è dovuto all'importante snodo viario che oltre a collegare il capoluogo con le principali frazioni conduce verso Altavilla Silentina ed Eboli. Fa parte della frazione la località Fontana di Jacopo.
Tempa delle GuardieLa frazione Tempa delle Guardie, che a sua volta si suddivide in Tempa delle Guardie prima e Tempa delle Guardie seconda, si estende su alcune piccole colline immediatamente a sud rispetto al centro abitato di Albanella. La frazione si affaccia, verso sud, sulla stretta valle attraversata dalla Strada statale 166 degli Alburni.

### Località
- Bosco Camerine[Chiarire, nella voce ancillare risulta Frazione.]
- Cappasanta
- Fontana di Jacopo
- Fravita
- Iscalonga

- Perelle
- Piano del Carpine
- Piscicolo
- Raccoli
- San Cesareo

- San Martino
- Santa Croce
- Sorvella
- Vallecentanni
- Vuccolo Cappasanta

### Distribuzione della popolazione
| Frazioni e Località   | Abitanti | Altitudine s.l.m. | Distanza dal Capoluogo |
| --------------------- | -------- | ----------------- | ---------------------- |
| Albanella (Capoluogo) | 1.585    | 205 m             | --------               |
| Matinella             | 1.780    | 43 m              | 6 km                   |
| Borgo San Cesareo     | 265      | 26 m              | 9 km                   |
| San Nicola            | 188      | 55 m              | 3 km                   |
| Tempa delle Guardie   | 122      | 151 m             | 1,5 km                 |
| Piano del Carpine     | 82       | 100 m             | 3 km                   |
| Bosco                 | 80       | 100 m             | 3 km                   |
| Vuccolo Cappasanta    | 73       | 29 m              | 4 km                   |
| Fravita               | 70       | 39 m              | 7 km                   |
| San Cesareo           | 55       | 27 m              | 9 km                   |
| Perelle               | 53       | 86 m              | 2,5 km                 |
| Bosco Camerine        | 46       | 157 m             | 3,5 km                 |
| Cerrina               | 39       | 63 m              | 3 km                   |
| Vallecentanni         | 36       | 75 m              | 5,5 km                 |
| Santa Croce           | 28       | 180 m             | 4 km                   |
| Forestelle            | 25       | 85 m              | 2 km                   |
| San Chirico           | 22       | 51 m              | 5 km                   |
| Raccoli               | 14       | 36 m              | 3,5 km                 |
| Case Sparse           | 1754     | Varie             | Varie                  |

## Economia

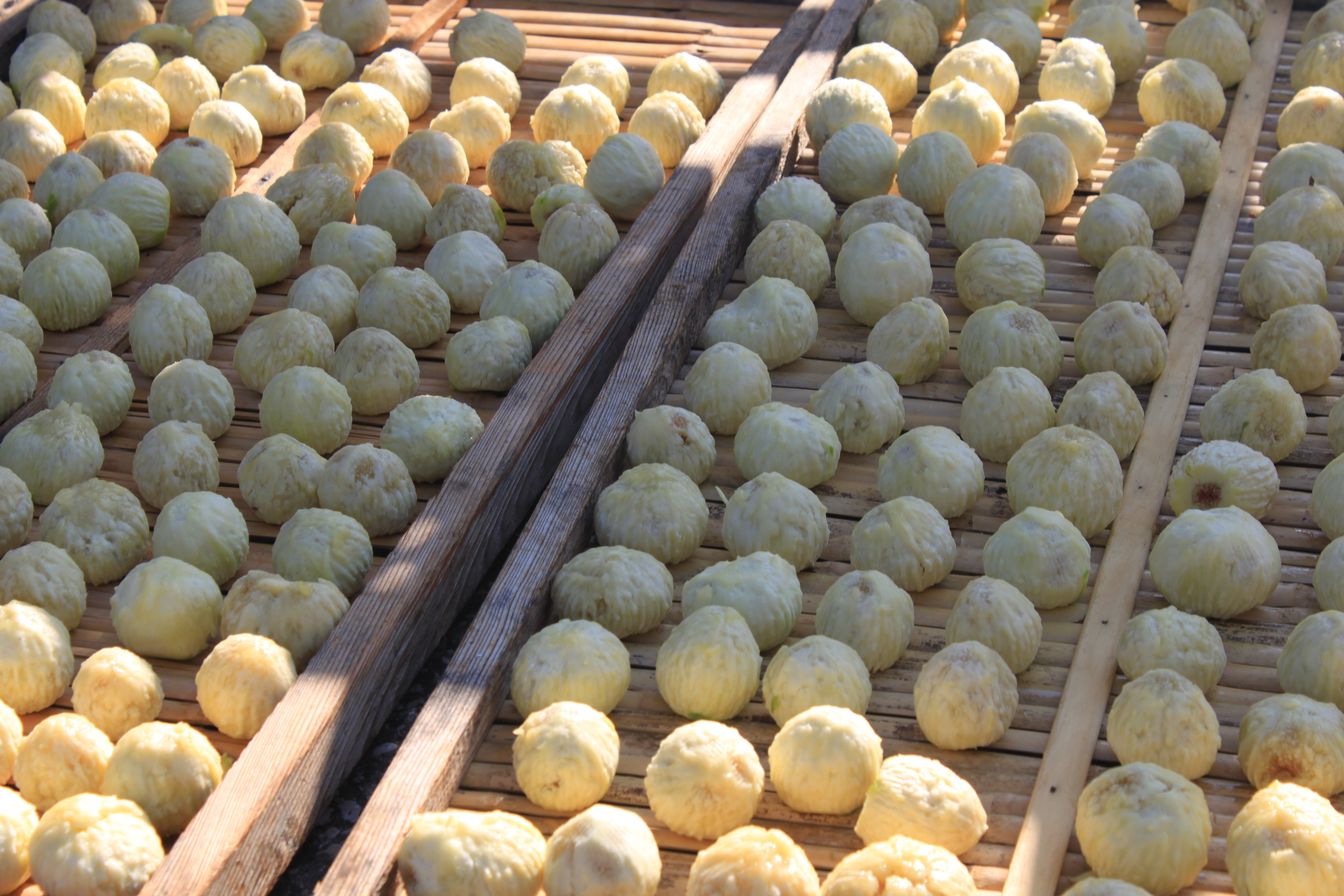
Fichi bianchi del Cilento, sbucciati e pronti per l'essiccazione.

Le principali attività economiche, sia come aziende agricole, che come attività industriali, sono concentrate prevalentemente nelle frazioni delle aree pianeggianti come Matinella e Borgo San Cesareo.
Gran parte del territorio comunale, non edificato, è destinato alla coltivazione di prodotti tipici della piana del Sele (olive, cereali, vite, fichi, carciofi), agli allevamenti (bufali, ovini, suini), ed alle attività di trasformazione che vengono svolte nel territorio comunale in diverse industrie operanti nell'agro-alimentare.
Circa la metà della popolazione attiva residente è impiegata direttamente o attraverso l'indotto nel settore agricolo.
Per il settore industriale è degno di nota il Centro di Ricerca per motori elettrici ad alta prestazione, inaugurato nel luglio del 2012, dalla Umbra Cuscinetti, presso lo stabilimento della Diavit situato nel capoluogo.

## Infrastrutture e trasporti

### Strade
Il comune è interessato dalle seguenti direttrici stradali:
- Strada Provinciale 11/a Innesto SS 18 (Ponte Barizzo)-Bivio Altavilla, principale via di accesso al territorio comunale, attraversa tutta la frazione Matinella e termina all'inizio della frazione San Nicola.
- Strada Provinciale 11/b Innesto SP 88 (Bivio Altavilla)-Serra di Roccadaspide (Innesto SS 166), principale asse di collegamento con la frazione Matinella e il territorio comunale di Roccadaspide, attraversa tutto il centro abitato di Albanella. Nel 1999, per facilitare i collegamenti tra il capoluogo e le sue frazioni, è stata inaugurata una variante alla strada provinciale che ne evita i tornanti ed abbrevia il percorso di alcuni km, anche se con una pendenza superiore al 10%. Questa variante è stata denominata della "fanciulla offerente" in ricordo di una tomba lucana del IV secolo ritrovata nei pressi ed oggi esposta al Museo archeologico nazionale di Napoli. All'inizio ed al termine della strada è presente una targa riportante la dicitura "Strada della fanciulla offerente - tomba lucana del IV secolo".
- Strada Provinciale 282 Innesto SP 11-Albanella.
- Strada Provinciale 314 Olivella-Falagato-Matinella.
- Strada Provinciale 334 Innesto SP 11-Ponte Barizzo-Albanella per Borgo S. Cesareo alla Falagato-Corneto.
- Strada Provinciale 392 Innesto SP 11-Loc. Scigliati-Bivio SP 316 (Mattinelle)-Innesto SS 166.
- Strada Provinciale 316 Innesto SP 11-Innesto SP 421-Innesto ex SS 166.
- Strada Provinciale 420 Innesto SP 318 (cappasanta)-valle Susa-Innesto SP 11.

### Ferrovie
Albanella non possiede una propria stazione ferroviaria da quando, negli anni ottanta, è stata chiusa la "Stazione di Albanella" in località Ponte Barizzo (frazione di Capaccio).

### Mobilità urbana
I trasporti interurbani sono gestiti dalla società Sita Sud.

## Amministrazione

### Sindaci
| Periodo          | Periodo          | Primo cittadino    | Partito                         | Carica                    | Note |
| ---------------- | ---------------- | ------------------ | ------------------------------- | ------------------------- | ---- |
| 23 aprile 1995   | 12 giugno 2004   | Renato Iosca       | centro                          | Sindaco                   |      |
| 13 giugno 2004   | 1º dicembre 2008 | Giuseppe Capezzuto | lista civica                    | Sindaco                   |      |
| 1º dicembre 2008 | 6 giugno 2009    | Marisa Di Vito     | -                               | commissario straordinario |      |
| 7 giugno 2009    | 25 maggio 2014   | Giuseppe Capezzuto | lista civica                    | Sindaco                   |      |
| 25 maggio 2014   | 26 maggio 2019   | Renato Iosca       | lista civica Vince Albanella    | Sindaco                   |      |
| 26 maggio 2019   | 7 ottobre 2021   | Rosolino Bagini    | lista civica Un Paese per Tutti | Sindaco                   |      |
| 7 ottobre 2021   | 13 giugno 2022   | Clelia Ardone      | -                               | commissario straordinario |      |
| 14 giugno 2022   | in carica        | Renato Iosca       | lista civica Vince Albanella    | Sindaco                   |      |

### Altre informazioni amministrative
- Le competenze in materia di difesa del suolo sono delegate dalla Regione Campania all'Autorità di bacino regionale Campania Sud ed interregionale per il bacino idrografico del fiume Sele..
- Albanella fa parte della Comunità montana Calore Salernitano.

### Gemellaggi
- Thrakomakedones - Grecia

Nel 1996 a suggello del gemellaggio con il paese greco Thrakomakedones, in occasione della visita della delegazione greca ad Albanella, nella centrale Piazza Cavalieri di Vittorio Veneto, accanto ad una fontana in pietra finemente lavorata, è stata posta una targa scolpita su pietra e di fianco piantato un albero di ulivo che a tutt'oggi cresce rigoglioso..
Il comune di Thrakomakedones, dal gennaio 2011, in seguito alla nuova riforma amministrativa della Grecia, è stato accorpato al comune di Acharnes.
- Bailly-Romainvilliers - Francia

L'11 gennaio del 2014 a suggello con il paese francese Bailly-Romainvilliers, in occasione della visita istituzionale della delegazione albanellese a Bailly-Romainvilliers nella Maire d'Ecole di Bailly è stata firmata la Carta del Gemellaggio. Accanto al comune di Bailly è stata posta una targa e di fianco piantato un albero d'ulivo.
- Cerchiara di Calabria - Italia

Il 9 dicembre 2018, in occasione della XXV Giornata promozionale dell'olio d'oliva, il sindaco di Cerchiara di Calabria, Antonio Carlomagno, assieme ad una delegazione di panificatori, è stato ricevuto nella sala di rappresentanza del comune di Albanella, dal sindaco Renato Josca e dalla senatrice Felicia Gaudiano, per stringere il gemellaggio basato sui due prodotti tipici, l'olio d'oliva di Albanella ed il pane di Cerchiara.

### Stemma
Lo stemma di Albanella rappresenta una coppia di cipressi con due stelle a rappresentare il doloroso ricordo delle due antiche città, Paestum e Capaccio, distrutte dalle incursioni dei saraceni ed abbandonate dai futuri fondatori del nuovo centro abitato. Al di sotto dei cipressi vi sono raffigurate alcune onde che rappresentano i fiumi Sele e Calore lucano.

## Sport
La A. S. Nuova Alba ha rappresentato la massima espressione calcistica del comune di Albanella militando nel campionato di Promozione dal 1992 al 1997. Nell'estate 2024 dopo anni di assenza dal calcio è stata fondata una nuova società dal nome ASD Atletico Albanella che prenderà parte al campionato di Terza Categoria Campana e dai colori sociali giallo-blu .

### Impianti sportivi
- Campo di calcio San Cesareo - Nella frazione Borgo San Cesareo.
- Centro Polisportivo - Alle spalle del Santuario di Santa Sofia. Fornito di: un campo da tennis, un campo di calcio a 5 in erba sintetica, una pista per atletica, un mini-pista di pattinaggio a rotelle, un campo di bocce ed un'area attrezzata con giochi per bambini.
- Palazzetto dello Sport - Viale delle Mimose, frazione Matinella. Fornito di un campo regolamentare per: calcio a 5, pallacanestro, pallavolo e pallamano. La tribuna ha una capienza di oltre 400 posti.[47]